# 백령중학교
백령중학교(白翎中學校)는 대한민국 인천광역시 옹진군 백령면 북포리에 있는 공립 중학교이다.

## 학교 연혁
- 1955년 5월 3일 : 백령중학교 인가(6학급)
- 1955년 6월 1일 : 백령중학교 개교
- 1956년 6월 1일 : 초대 정윤호 교장 취임
- 1959년 3월 6일 : 백령고등학교 인가(3학급)
- 1962년 12월 13일 : 백령농업고등학교 학칙 변경인가
- 1976년 3월 1일 : 백령실업고등학교로 학칙 변경(보통과 3, 농업과 3)
- 1984년 3월 1일 : 백령종합고등학교로 학칙 변경(보통과 3, 상업과 3)
- 2012년 7월 16일 : 종합고->일반계고등학교로 변경되면서, 백령종합고등학교->백령고등학교로 교명 변경
- 2021년 9월 1일 : 제36대 오헌주 교장 취임
- 2024년 1월 5일 : 중학교 제67회 졸업 20명(총인원 6,015명)
- 2024년 1월 5일 : 고등학교 제63회 졸업 21명(총인원 3,467명)
- 2024년 3월 4일 : 입학식(중학교 제70회 입학 27명)
- 2024년 3월 4일 : 입학식(고등학교 제65회 입학 20명)

## 참고 자료
- 백령중학교 - 한국교육학술정보원 학교알리미